# Вера (река)
Вера је река у централној Немачкој. Дуга је 300 km. Извире у јужној Тирингији код Ајзфелда. Код града Хановер-Минден спаја се са реком Фулда и ствара реку Везер.
Долина реке Вера (Werratal) чини природну границу између планине Рен и Тириншке шуме.